# Apoica flavissima
Apoica flavissima är en getingart som beskrevs av Vecht 1972. Apoica flavissima ingår i släktet Apoica och familjen getingar. Inga underarter finns listade i Catalogue of Life.